# Eriphioides rosenbergi
Eriphioides rosenbergi är en fjärilsart som beskrevs av Rothschild 1912. Eriphioides rosenbergi ingår i släktet Eriphioides och familjen björnspinnare. Inga underarter finns listade i Catalogue of Life.